# Benny Borg
Artie Benny Borg, född 13 november 1945 i Göteborg, är en svensk sångare, låtskrivare och skådespelare.
Under 1960-talet turnerade Borg med ett eget popband. Han satsade senare på en solokarriär och spelade in fem skivor i Västtyskland. 1969 flyttade han till Norge där han etablerade sig som en mångsidig artist. Han har gett ut flera album tillsammans med sin förra hustru, sångaren Kirsti Sparboe; bland annat "Balladen om Morgan Kane" som låg etta på Norsktoppen 1973. Andra kända sånger av Benny Borg är Señorita, En spännande dag för Josefine och Den stora dagen. 1974 inleddes samarbetet med showgruppen Dizzie Tunes; det var i deras revyer som Benny Borg gjorde sin klassiska Elvis-imitation.
I mer än 3.000 föreställningar lär Benny Borg ha gestaltat Elvis Presley. Han har även gjort en uppskattad soloföreställning om Cornelis Vreeswijk. I början av 1990-talet var Benny Borg programledare för lekprogrammet "Familjefejden" som sändes i TV 3.
Benny Borg har namn efter jazzlegendarna Benny Goodman och Artie Shaw.